# Densitate relativă
Densitatea relativă reprezintă raportul dintre două densități. Este o mărime adimensională, fără unități de măsură, care este egală cu raportul dintre densitatea masică a unei substanțe și densitatea masică a unei substanțe de referință date. Densitatea relativă trebuie diferențiată de densitatea masică (masa volumică), care este o mărime fizică ce se măsoară în SI în kg/m3. 
Drept substanță de referință de obicei se folosește apa VSMOW la 4 °C.